# 特殊車輛編號
特殊車輛編號（德語：Sd.Kfz.-Nummer）是納粹德國軍備局在第二次世界大戰結束前對正式採用的半履帶式、履帶式和裝甲車輛賦予的正式編號。
「Sd.Kfz.」是指戰車、突擊砲、裝甲車等特殊動力車輛的德文「特殊動力車輛」（Sonderkraftfahrzeug）縮寫，後方還會另外加上編號（正式的德文書寫方式中，Sd.Kfz 後需加上句點）。

## 概要
德國陸軍兵器局對車輛編號的分配方式是以使用目的來區分，而不是根據製造公司或車型來分配。當新車輛出現或對既有車輛進行重大改裝時，會賦予新的正式編號。若是小幅改裝，則會在原編號末尾加上斜線與數字來區分。至於是否給予新編號或只是加註附加號碼，標準並不一致，即使改裝幅度類似，也有可能被賦予新編號或只是加註。自1920年代末起，德軍開始為如卡車、82式水桶車等無裝甲、無武裝的普通車輛使用「動力車輛號碼」（Kraftfahrzeug-Nummer）的縮寫「Kfz.」來賦予編號。
另外，用於搭載高射砲、戰車回收、物資運輸等目的的拖車，則使用代表「特殊拖車」（Sonderanhänger）的德文縮寫「Sd.Ah.」標示。佔領國或敵國的繳獲兵器也會被賦予特殊車輛號碼。由於德軍長期面臨車輛不足的困境，對於繳獲車輛重新配發至自軍使用時，會進行管理，並給予稱為「外國器材號碼」（Fremdengerät）編號，由三位數字組成：
- 首位數字代表車種（例如200系列為裝甲車、700系列為戰車、800系列為自走砲）
- 後兩位數字為識別碼
- 最後用括號註明繳獲來源國家

例如：「Pz.Kpfw. 35R 731(f)」的意思是來自法國的戰車「35R」，其識別號為731號，其中「f」表示是來自法國（französisch）。
由於此識別號是依照國別分配，會出現重複。例如：
- 「733(f)」：法國的雷諾D2戰車
- 「733(i)」：義大利的L6/40戰車（英语：L6/40 tank）
- 「733(r)」：蘇聯的T-40戰車（英语：T-40 tank）

第二次世界大戰結束後，德國聯邦國防軍並未沿用此命名法。

## 資料來源
1. ↑  . www.historyofwar.org.   [2025-05-25] （英语）.